# TAPS (緩衝剤)
TAPS (トリス(ヒドロキシメチル)メチル-3-アミノプロパンスルホン酸、英語: [tris(hydroxymethyl)methylamino]propanesulfonic acid) は緩衝剤として利用される化合物の一つである。
Co(II)やNi(II)を含む2価カチオンと化学結合する。25℃下でイオン強度I=0の時のTAPSのpKaは8.44のため、TAPSの有効緩衝域はpH7.7–9.1である。緩衝液のpHやI ≠ 0の時のpKa は濃度や温度により変化する。